# Adalbert Magdeburský
Svatý Adalbert Magdeburský (* okolo 910? Lotrinsko - 20. června 981, Geusa Sasko) byl apoštol Slovanů a první arcibiskup magdeburský (od roku 968)

## Život a činnost
Pocházel z území dnešní východní Francie. Zpočátku byl mnichem benediktinského kláštera sv. Maximina v Trevíru, kde byl vysvěcen na biskupa. Poté byl v Kolíně nad Rýnem ve službách krále Oty I.
V roce 961 byl na žádost sv. Olgy vyslán na církevní misi do Kyjevské Rusi, avšak tamní obyvatelstvo se šlechtou západní křesťanství nepřijalo, jeho společníci byli zabiti, jemu samotnému se podařilo uprchnout a po roce se vrátit zpět. Na své cestě prošel Čechami a navštívil také Libici, kde biřmoval malého Vojtěcha. Po návratu byl jmenován opatem Weissenburgu v Alsasku, kde se věnoval kronikářské práci.
V roce 968 byl ustanoven prvním arcibiskupem magdeburským. Z této funkce založil diecéze v Naumburku, Neissenu, Merseburku, Braniboru nad Havolou a Havelberku. Svou misijní činnost zaměřil i na Slovany v Čechách. Jeho další misijní práce byla mezi Lužickými Srby.

## Úcta
Protože působil v době před velkým schizmatem, je uctíván v katolické církvi a v pravoslavných církvích.